# Hans Krahe
Hans Krahe (Gelsenkirchen, 7 de febrero de 1898-Tubinga, 25 de junio de 1965), filólogo y lingüista alemán. Fue profesor en la Universidad de Wurzburgo desde 1936 hasta 1946, en donde fundó en 1942 el Archiv für die Gewässernamen Deutschlands (Archivo de topónimos de las corrientes alemanas), la base de sus investigaciones geográficas y lingüísticas conducentes a la reconstrucción teórica de un idioma protoeuropeo; posteriormente estuvo vinculado a la Universidad de Heidelberg hasta 1950; de allí se trasladó a la Universidad de Tubinga, en donde fue profesor de lingüística eslávica comparada y director de los seminarios indológicos y eslávicos, hasta su muerte.
El archivo de topónimos inició tardíamente su publicación en 1962 como la serie Hydronymia Germaniae; en 1966 fue trasladado a la Universidad de Gotinga por P. W Schmid, y en 1985, en colaboración con la Academia de Ciencias de Polonia, continuó su publicación como la serie Hydronymia Europaea. 

## Publicaciones
1. Die alten Balkanillyrischen geographischen Namen. Heidelberg, 1925
2. Die Sprache der Illyrier. 1: Die Quellen. VIII, 120 pp, 1955. ISBN 3-447-00534-3 
2: Die messapischen Inschriften und ihre Chronologie von Carlo de Simone. 
Die messapischen Personennamen von Jürgen Untermann.  VIII, 229 pp, 130 tablas, ISBN 3-447-00535-1 Harrassowitz Verlag, Wiesbaden, 1964.
3. Unsere ältesten Flußnamen. 123 pp, 2 tablas, ISBN 3-447-00536-X Harrassowitz Verlag, Wiesbaden, 1964.
4. Germanische Sprachwissenschaft. Wortbildungslehre. Sammlung Göschen Bd.2234 (Wolfgang Meid, editor). 270 pp. ISBN 3-11-006290-9 Wissenschaftsverlag Walter de Gruyter, Berlín, 1969.